# Nina Sosnina
Nina Sosnina (em russo:  Нина Соснина, em ucraniano:  Ніна Сосніна; Kukhari, 30 de novembro de 1923 – Malyn, 31 de agosto de 1943) foi a líder de uma célula secreta do Komsomol em Malyn durante a Segunda Guerra Mundial. Ela foi postumamente declarada Heroína da União Soviética em 8 de maio de 1965, mais de vinte anos após sua morte na guerra.

## Vida civil
Sosnina nasceu em 30 de novembro de 1923 em uma família russa. Ivan Sosnin, seu pai, que nasceu na Sibéria, era um médico que frequentou a escola de medicina em Kiev depois de viajar para a Austrália, França e Itália durante um período de dois anos. Ele se casou com uma enfermeira chamada Larissa Kondratyuk depois de se formar na faculdade de medicina e o casal logo se mudou para a vila de Kukhari para ajudar na luta contra uma epidemia de febre tifoide na aldeia. Depois que o irmão mais novo de Nina, Valentin, nasceu em 1926, o casal logo se mudou para a aldeia vizinha de Teterev para estabelecer um pequeno hospital. Quando a saúde de seu pai piorou, ele levou a família para sua cidade natal, Malyn, onde Nina se formou na escola secundária no verão de 1941. Ela se juntou ao Komsomol em 1937.

## Atividades partidárias
Depois que o tenente sênior do Exército Vermelho com o nome de Pavel Taraskin escapou do campo de prisioneiros de guerra em que estava detido, foi nomeado para ser o líder do Comité Distrital do Partido Malyn e Sosnia foi nomeado secretário do Distrito. Comitê de Komsomol. Taraskin ordenou a formação de cinco células de resistência, e somente o líder de uma célula poderia contatá-lo diretamente. Sosnina criou uma célula de resistência secreta em Malyn e ajudou a formar células em outras aldeias do seu distrito. A casa da família Sosnin tornou-se uma sede de atividades de resistência na área; Foi onde os partidários entregaram os panfletos que produziram e onde meticulosamente criaram um mapa das defesas do Eixo na área. Eventualmente os guerrilheiros conseguiram obter armas e explosivos depois de convencer os guardas eslovacos das instalações de armazenamento a ajudarem a resistência, já que muitos dos guardas tinham sido pacientes do pai de Nina. Como médico Ivan Sosnin forjou certificados de saúde para isentar vários membros da resistência do trabalho forçado. Não muito tempo depois de usar os explosivos que eles reuniram para destruir uma locomotiva alemã, Taraskin foi executado pelos alemães em 22 de janeiro de 1943. Após a morte de Taraskin, decidiu-se que Sosnina seria a nova líder partidária, e as unidades continuaram a espalhar-se, operações de reabastecimento, sabotagem e reconhecimento. Ela se tornou hábil no uso de uma variedade de armas, incluindo granadas e metralhadoras. Usando seus contatos com um ucraniano lutando no exército húngaro, ela conseguiu emboscar os destacamentos punitivos do Eixo que foram enviados para capturar os partidários. Mesmo depois que o comissário dos grupos partidários ofereceu-lhe uma promoção para se tornar o organizador do Komosomol em sua unidade, ela negou a oferta para permanecer em Malyn, enquanto sua unidade planejava um próximo ataque a uma guarnição do Eixo.
Enquanto ajudava um metralhador ferido com o nome de Fedor Zichenko, ela assumiu seu papel como artilheiro para fornecer cobertura para seus colegas soldados. Depois que seu braço desenvolveu gangrena, exigindo amputação, na aldeia de Pirishki, ele foi enviado para a casa de um professor que era simpático aos partidários, onde o Dr. Sosnin logo chegaria para operar; Nina acompanhou-o. No entanto, um caminhão cheio de soldados alemães cercou a casa apenas uma hora depois, um embate se seguiu, com Nina disparando uma metralhadora e atirando granadas pela janela. A professora, sabendo que seria executada por abrigar partidários, se matou imediatamente. Outro prisioneiro de guerra soviético que estava hospedado na casa pulou de uma janela e foi capturado pela polícia alemã. Eventualmente, os soldados alemães incendiaram a casa inteira com o restante dos membros da resistência ainda dentro. Larissa e Valentin, que não estavam na casa do professor, foram presos pela Gestapo e enviados para um campo de concentração, mas ambos conseguiram escapar e viveram para ver o fim da guerra. Nina foi logo nomeada para o título de Herói da União Soviética, mas a nomeação foi inicialmente rejeitada porque várias pessoas de seu grupo partidário tinham membros da família que foram presos durante o Grande Expurgo. Ela foi concedida tardiamente o título em 1965, após a reabilitação de muitas pessoas presas durante o Grande Expurgo levou à reavaliação de sua nomeação, após vários monumentos e memoriais construídos em sua homenagem.